# Bosque Venustiano Carranza
El Bosque Venustiano Carranza es un bosque y parque ubicado en la ciudad de Torreón, Coahuila.
Es el principal pulmón de la ciudad, ubicado en la confluencia de las avenidas Juárez y Cuauhtémoc. El bosque es el lugar donde se llevan a cabo una gran cantidad de eventos culturales, cívicos y deportivos. Cuenta con auditorio, canchas para diversos deportes, piscina pública, amplios espacios verdes, clubes deportivos, juegos mecánicos y juegos gratuitos.
El perímetro del bosque es de 2 kilómetros, tiene una forma rectangular y su área es de 21.7 hectómetros cuadrados.

## Historia[3]
En la década de 1930 se contempló la construcción de un bosque de 21 hectáreas en un terreno abandonado y en malas condiciones de la compañía "Ferrocarril Coahuila Pacífico".
En 1939 el ingeniero José González Calderón pidió al gobierno de Lázaro Cárdenas la donación del terreno de "Ferrocarril Coahuila Pacífico", canalizando la dádiva con el gobierno de Coahuila, encabezado por Pedro Rodríguez Triana.
En marzo de 1941, 200 ingenieros comenzaron a plantar 18 mil árboles en el terreno. Los tipos de árboles eran sicomoros, eucaliptos, naranjos, cedros, tullas, palmas y aguacateros.
En 1942 se construyeron caminos peatonales, carreteras, una noria, una pérgola, un obelisco y la Escuela Venustiano Carranza cerca del bosque.
El proyecto original incluía un lago que nunca fue hecho y un zoológico que fue construido, sin embargo, en 1996 el cabildo del municipio decidió eliminar el zoológico.